# Hyperoniem
Een hyperoniem (van Oudgrieks ὑπέρ (huper), "boven" en ὄνυμα (onuma), "naam") of koepelwoord is in de woordsemantiek een woord dat de betekenis van een ander woord in dezelfde of een andere taal volledig omvat, maar hier geen synoniem van is. Het hyperoniem heeft hierdoor altijd een ruimere betekenis dan het onderliggende woord, het hyponiem. Een andere mogelijke definitie van hyperoniem is een woord dat de betekenis van meerdere onderling semantisch verwante woorden omvat.
Voorbeelden van hyperoniemen in het Nederlands zijn voertuig, dat de betekenissen omvat van onder andere trein, auto, bus en fiets, en ouder, dat moeder en vader overkoepelt.

## Taxonomie
Er kan ook een meer gelaagde hiërarchie bestaan. In taxonomische indelingen komen hyperoniemen per definitie voor, bijvoorbeeld in de biologie maar ook bij indelingen in subgroepen op andere terreinen. Dit geldt bijvoorbeeld voor de volgende taxonomie van de aardappel:
| Planten\|Plantae (Planten) Bedektzadigen\|Magnoliophyta (Bedektzadigen) Tweezaadlobbigen\|Magnoliopsida (Tweezaadlobbigen) Solanales Solanaceae (Nachtschadefamilie) Solanum (Nachtschade) |

Iedere cursief gezette (deels) Latijnse benaming is hyperoniem voor alle eronder geplaatste cursief gezette (deels) Latijnse aanduidingen: al die aanduidingen omvatten immers een kleiner veld dan het hyperoniem erboven. Hetzelfde geldt voor de Nederlandstalige benamingen tussen haakjes: hyperoniemen staan hier rechtstreeks of indirect boven hyponiemen, want ze zijn veelomvattender.

## Taalkunde
In de taalkunde is hyperonymie een verschijnsel dat onder het deelgebied van de betekenisleer ressorteert. Het gaat immers om betekeniscomponenten ofwel deelbetekenissen. De tak van de semantiek die "componentiële analyse" of "componentenanalyse" heet, maakt formeel studie van het onderwerp. Om formeel-technische redenen wordt een woord in de semantiek soms ook wel als zijn eigen hyperoniem aangeduid.
Ook in de vertaalwetenschap is het verschijnsel hyperonymie van groot belang, omdat het niet zelden een probleem vormt. Door de verschillen in werkelijkheidsindeling tussen talen – de zogeheten realia – is er niet voor ieder woord in de brontaal een exact vertaalequivalent voorhanden in om het even welke andere taal. In bepaalde gevallen kan er dan voor worden gekozen om te vertalen door middel van een hyperoniem (meestal niet door middel van een hyponiem).

## Taalverwerving
In de taalverwerving is de evolutie in de woordenschatkennis er dikwijls een van hyperoniem naar hyponiem. Zo gebruiken peuters "straks" voor alles wat nog moet komen, of dat nu weldra, straks, binnenkort, morgen, later, volgende week, etc. is. Pas daarna leert het kind de toekomstaanduidingen verfijnder te hanteren.
Bij voortschrijdende dementie ziet men het omgekeerde; ouderen die een persoon willen benoemen waarvan de naam/functie hun ontgaat, zullen terugvallen op een "hogere categorie". In plaats van de naam of de functie (bijvoorbeeld "verpleegster") te noemen, zullen ze terugvallen op hyperoniemen als "die juffrouw (met de witte schort)", "die mevrouw", of nog algemener: "die persoon".